# Adenarake
Adenarake es un género de plantas fanerógamas que pertenecen a la familia Ochnaceae.  Comprende 2 especies descritas y aceptadas.

## Taxonomía
El género fue descrito por Maguire & Wurdack y publicado en Memoirs of The New York Botanical Garden 10(4): 15. 1961.  La especie tipo es: Adenarake muriculata Maguire & Wurdack

## Especies aceptadas
A continuación se brinda un listado de las especies del género Adenarake  aceptadas hasta mayo de 2014, ordenadas alfabéticamente. Para cada una se indica el nombre binomial seguido del autor, abreviado según las convenciones y usos: 
- Adenarake macrocarpa Sastre
- Adenarake muriculata Maguire & Wurdack